# Philippus-Apostel-Kirche (Berlin)

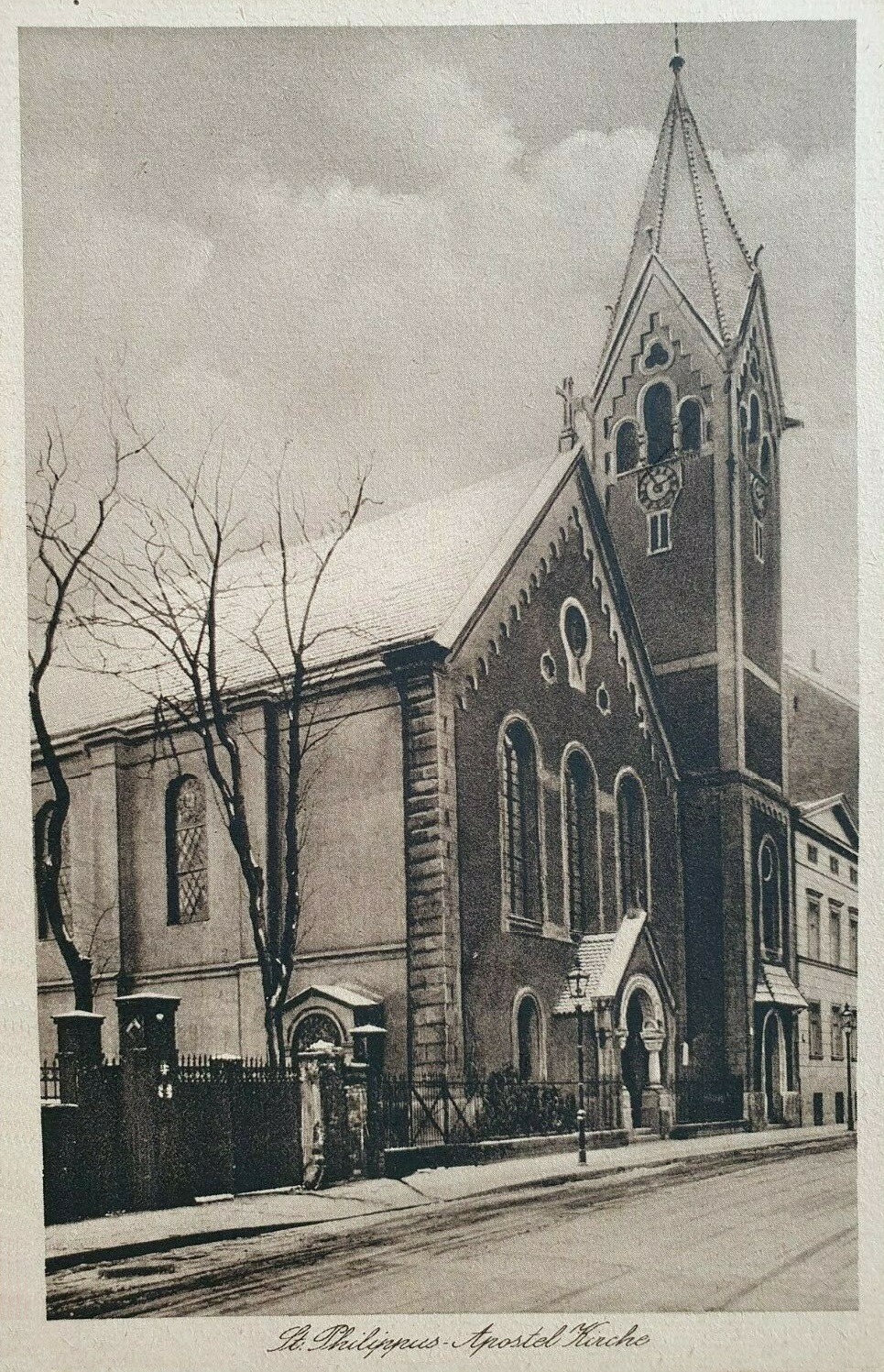
St.-Philippus-Apostel-Kirche (um 1920)

Die evangelische St.-Philippus-Apostel-Kirche stand in Berlin-Mitte in der Philippstraße, einer Nebenstraße der Hannoverschen Straße. Das nach dem Apostel Philippus benannte Gotteshaus wurde 1852 vollendet, im Zweiten Weltkrieg bei Bombenangriffen beschädigt und auf politischen Druck 1964 gesprengt.

## Geschichte
Die Gemeinde entstand 1856 aus der damaligen Sophiengemeinde: In diesem Jahr waren mit dem Ausbau der Friedrich-Wilhelm-Stadt (westlich der Friedrichstraße) zwei Auspfarrungen notwendig geworden: die St. Philippus-Apostel-Gemeinde und die St. Johannes-Evangelist-Gemeinde.
Im Zweiten Weltkrieg brannte die Kirche 1945 aus. In der DDR-Zeit wurde sie 1964 gesprengt. Die Kirchengemeinde mietete notgedrungen Gewerberäume als Zufluchtsstätte an.

## Kirchengemeinde
Die Philippus-Apostel-Gemeinde wurde 1999 ein Teil der neuen Sophien-Kirchengemeinde.

## Friedhof
Der zur Kirche gehörende Friedhof St. Philippus Apostel besteht nach wie vor. An der Müllerstraße in Berlin-Wedding gelegen, ist er etwa 550 Meter lang, 60 Meter breit und hat eine durchgängige Allee. Die erste Beisetzung gab es am 5. Juli 1859. Die Friedhofskapelle entstand um 1878, das Totengräberhaus (= Verwaltungsgebäude) am Haupteingang um 1867.